# Haode
Haode (kinesiska: 浩德, 浩德蒙古族乡) är en socken i Kina. Den ligger i provinsen Heilongjiang, i den nordöstra delen av landet, omkring 160 kilometer väster om provinshuvudstaden Harbin.
Genomsnittlig årsnederbörd är 710 millimeter. Den regnigaste månaden är juli, med i genomsnitt 193 mm nederbörd, och den torraste är januari, med 5 mm nederbörd.